# Tortula oranica
Tortula oranica là một loài Rêu trong họ Pottiaceae. Loài này được (Müll. Hal.) Broth. miêu tả khoa học đầu tiên năm 1902.